# NGC 2611
NGC 2611 ist eine Balken-Spiralgalaxie vom Hubble-Typ SBa im Sternbild Krebs auf der Ekliptik. Sie ist schätzungsweise 232 Millionen Lichtjahre von der Milchstraße entfernt.
Das Objekt wurde am 29. März 1865 von Albert Marth entdeckt.